# Ans Willemse-van der Ploeg
Anna Agatha Maria (Ans) Willemse-van der Ploeg (Anna Paulowna, 21 november 1936) is een Nederlands politica. Namens het Christen-Democratisch Appèl (CDA) was ze van 1 maart 2007 tot 17 juni 2010 lid van de Tweede Kamer der Staten-Generaal. Eerder was ze al lid in 2006 en van 1993 tot 1994.
Willemse-van der Ploeg, een dochter van voormalig Tweede Kamerlid Kees van der Ploeg (KVP), startte haar politieke loopbaan als wethouder in de gemeente Heiloo, een functie die ze van 1978 tot 1993 bekleedde. Op 12 oktober 1993 kwam ze tussentijds in de Tweede Kamer. Doordat ze bij de Tweede Kamerverkiezingen 1994 op een onverkiesbare 63e plek stond, was haar lidmaatschap slechts van korte duur.
Vervolgens was Willemse-van der Ploeg onder meer lid van het partijbestuur van haar partij en voorzitter van het Ouderenplatform van het CDA in Noord-Holland. Op 7 juni 2006 kwam ze opnieuw tussentijds in de Tweede Kamer, als vervangster van de teruggetreden Myra Koomen. Willemse hield zich in het parlement onder meer bezig met financiën en sociale zaken. Bij de Tweede Kamerverkiezingen 2006 stond ze op een 42e plaats op de kandidatenlijst van haar partij; net niet hoog genoeg om direct herkozen te worden. Doordat een aantal Kamerleden van het CDA toetraden tot het kabinet-Balkenende IV keerde Willemse-van der Ploeg op 1 maart 2007 alsnog terug in het parlement. Ze was tot de ontbinding van de Tweede Kamer op 17 juni 2010 het oudste Tweede Kamerlid.

## Persoonlijk
Ans Willemse-van der Ploeg is weduwe. Ze woont in Heiloo en heeft twee volwassen kinderen. Ze is lid van de Rooms-Katholieke Kerk.

## Onderscheiding
- Ridder in de Orde van Oranje-Nassau (september 1998)